# Quro
Quro（くろ、1985年6月6日 - ）は、日本の漫画家、イラストレーター、同人作家。茨城県出身、在住。女性。主に4コマ漫画を執筆。代表作に『恋する小惑星』がある。

## 来歴
高校時代は地学部に所属していた。
結婚後の数年の間は研究所の広報室でポスターやWebサイトを作る仕事に就いていたが、夫が転勤族だったことから、在宅で働けるようになりたいと思い立った。『ひだまりスケッチ』の同人活動をおこなっていたことがあり、挑戦するなら好きな作品の連載雑誌にしようとダメ元で持ち込み、2015年に『まんがタイムきららキャラット』（芳文社）掲載の『織姫ナンバー2』でデビューした。
2016年に『屋根裏のイチ子さん』を同誌で掲載した後、『イチ子さん』を続けるか『織姫』をリメイクするか担当編集と話し合って後者に決め、2017年から2024年まで『恋する小惑星』を同誌で連載し、2020年にはテレビアニメ化された。

## 作品リスト

### 漫画作品
★は連載作品。
- 織姫ナンバー2（『まんがタイムきららキャラット』2015年8月号・9月号[3]） - デビュー作[3]。『恋する小惑星』3巻に併録。
- 屋根裏のイチ子さん（『まんがタイムきららキャラット』2016年10月号・11月号[3]）
- ★恋する小惑星（『まんがタイムきららキャラット』2017年3月号[5] - 2024年8月号[4]）
- 地学を漫画に！（地学オリンピック日本委員会発行のニューズレター「Chiorin!」19号に掲載されたエッセイ漫画、2018年5月20日）[3]
- ★日々は過ぎれど飯うまし（原案：あっと、『アライブ+』2025年3月15日[6] - 連載中） - 同名のテレビアニメのコミカライズ[6]。

### 書籍
- 『恋する小惑星』、芳文社〈まんがタイムKRコミックス〉2018年[7] - 2024年、全6巻
- 『日々は過ぎれど飯うまし』、KADOKAWA〈MFコミックス〉2025年 - 、既刊1巻（2025年5月28日現在）

### その他
- キャラットちゃん15歳（『まんがタイムきららキャラット』2020年11月号付属小冊子）イラスト参加[8]